# 古斯塔夫·卡巴雷
古斯塔夫·卡巴雷（法語：Gustave Cabaret，1866年11月1日—1918年4月4日），法国男子射箭运动员。他曾代表法国参加1908年夏季奥林匹克运动会射箭比赛，获得一枚铜牌。他于1918年在巴黎去世。